# Шумал (Салаж)
Шумал (рум. Șumal) насеље је у Румунији у округу Салаж у општини Марка. Oпштина се налази на надморској висини од 203 m.

## Становништво
Према подацима из 2002. године у насељу је живело 609 становника.

### Попис2002.
| Расподела становништва по националности 2002.‍ | Расподела становништва по националности 2002.‍ | Расподела становништва по националности 2002.‍ | Расподела становништва по националности 2002.‍ | Расподела становништва по националности 2002.‍ |
| --------------------------------------------- | --------------------------------------------- | --------------------------------------------- | --------------------------------------------- | --------------------------------------------- |
|                                               |                                               |                                               |                                               |                                               |
| Румуни                                        | Румуни                                        |                                               | 571                                           | 93,9%                                         |
| Мађари                                        | Мађари                                        |                                               | 10                                            | 1,6%                                          |
| Роми                                          | Роми                                          |                                               | 27                                            | 4,4%                                          |